# Norbert Bareis
Norbert Bareis (* 17. Januar 1958 in Horb am Neckar) ist ein deutscher TV-Redakteur und Autor.

## Leben
Nach Abitur und Zeitungsvolontariat arbeitete Bareis als Redakteur bei der Regionalzeitung Schwarzwälder Bote. 1985 wechselte er als Fester Freier Mitarbeiter zum damaligen Süddeutschen Rundfunk in Stuttgart. Seit 1992 ist er leitender Redakteur beim heutigen Südwestrundfunk, zuletzt als Redaktionsleiter für die TV-Formate am Freitagabend im SWR Fernsehen.
Er entwickelte unter anderem für den SWR Formate wie „Annette im Schlaraffenland“, „Tatjanas Tiergeschichten“ und die „Expedition in die Heimat“, eine regionale Reisereportage, von der (Stand 1. Mai 2020) über 240 Folgen ausgestrahlt wurden, und betreute zahlreiche Sonderprojekte redaktionell, wie etwa die neunteilige Dokumentarreihe „Adel im Südwesten – Die nächste Generation“. Zuletzt widmete sich Bareis historischen Stoffen, etwa der fünfteiligen Reihe „Sagenhafter Südwesten“, der 90-minütigen Dokumentation „Das Jahr ohne Sommer“ über die Ursprünge des Cannstatter Wasen oder dem 90-minütigen Doku-Drama „Unbekannte Helden – Widerstand im Südwesten“.

## Auszeichnungen
Als verantwortlicher Redakteur gewann Bareis gemeinsam mit der Produktionsfirma AV Medien aus Stuttgart zweimal den „Goldenen Delphin“, den Hauptpreis bei den „Cannes Coperate &tv awards“ in der Sparte TV-Dokumentationen für „Sagenhafter Südwesten“ (2017) und  „Das Jahr ohne Sommer“ (2019). Das Doku-Drama "Unbekannte Helden – Widerstand im Südwesten" (Erstausstrahlung am 3. Mai 2020 im SWR Fernsehen) wurde mit dem „Silbernen Delphin“ in der Kategorie „Geschichte und Persönlichkeiten“ ausgezeichnet.

## Werke
- Expedition in die Heimat – Erlebnistouren in Baden-Württemberg (Belser-Verlag, ISBN 978-3-7630-2666-1)
- Grenzreise – Unterwegs in Baden-Württemberg und Bayern, zusammen mit Ulrich Frantz (Belser-Verlag, ISBN 978-3-7630-2749-1)
- Kultur Camping  – Bodensee, Oberschwaben, Allgäu (Belser-Verlag, ISBN 978-3-7630-2885-6)
- Kultur Camping – Schwarzwald (Belser-Verlag, ISBN 978-3-7630-2890-0)